# المشي الطويل
المشي الطويل (بالإنجليزية: The Long Walk)‏؛ رواية للروائي الأمريكي ستيفن كينغ، نشرها باسمه الأدبي ريتشارد باكمان في العام 1979. جمعت عام 1985 في مجموعة كتب باكمان، وأعيد طبعها عدة مرات منذ ذلك الحين، سواء بأغلفة ورقية أم في مجلدات.
تدور أحداثها في أمريكا مستقبلية ديستوبية، يحكمها ديكتاتور شمولي عسكري، تتمحور الحبكة حول متسابقين في مسابقة سنوية شاقة للمشي. في عام 2000، وضع اتحاد المكتبات الأمريكي رواية المشي الطويل بين أفضل 100 كتاب منشور بين عامي 1966 و2000 للقراء المراهقين.
رواية المشي الطويل وإن لم تكن أول رواية تُنشر لكينغ، إلا أنها أول رواية كتبها، إذ بدأ كتابتها بين عامي 1966-67 خلال سنته الجامعية الأولى في جامعة مين قبل نحو ثمانية أعوام من نشر أولى رواياته كاري عام 1974.

## ملخص الحبكة
ينضم مئة مراهق إلى مسابقة مشي سنوية تعرف باسم «المشي الطويل» أو «المشي». يجب على كل متسابق -ويدعى «سائرًا»- المحافظة على سرعة أربعة أميال في الساعة على الأقل؛ إذا نزلت سرعته عن ذلك لثلاثين ثانية متواصلة، يتلقى تحذيرًا شفهيًّا. يتلقى السائر الذي تبطؤ سرعته مرة أخرى بعد ثلاث تحذيرات «تذكرة». يبقى معنى هذه التذكرة مبهمًا في البداية عن عمد، لكن سرعان ما يصبح واضحًا أن «شراء تذكرة» يعني القتل رميًا بالرصاص من قبل جنود يركبون ملالات عسكرية على جانب الطريق. قد يطلق النار على السائرين فوريًّا عند ارتكاب مخالفات خطيرة معينة، كمحاولة مغادرة الطريق أو مهاجمة إحدى الملالات، ويتلقون تحذيرات عند ارتكاب مخالفات صغيرة كالتدخل مع بعضهم البعض. يستخدم الجنود معدات إلكترونية لتحديد سرعة السائر بالضبط. يتخلص السائر من تحذير واحد كل ساعة يمشي فيها دون تلقي تحذيرات جديدة.
تدير المناسبة شخصية تعرف باسم «الرائد». يظهر الرائد في بداية المشي لتشجيع الصبية وجعلهم يبدؤون طريقهم، وقليلًا ما يظهر بعد ذلك. وفي حين يحييه السائرون في البداية باحترام وإعجاب، فهم يستسخفونه في مناسبات ظهوره اللاحقة.
يبدأ المشي عند حدود مين، كندا، في تمام الساعة التاسعة من صباح الأول من مايو ويستمر على امتداد الساحل الشرقي للولايات المتحدة حتى تحديد الفائز. ليس هناك توقفات، أو فترات استراحة، أو خط نهاية محدد، ولا يتوقف المشي لأي سبب (ولا حتى الطقس السيئ أو الظلام الدامس)؛ ينتهي فقط عندما يبقى سائر واحد حيًّا. وفق القواعد، يمكن للسائرين الحصول على المساعدة من الجنود حصرًا، الذين يوزعون قوارير الماء وأحزمة مملوءة بالأطعمة المركزة مباشرةً قبل بدء المشي. يمكن لهم طلب قارورة جديدة في أي وقت، وتوزع المؤونات الجديدة من الأطعمة في تمام الساعة التاسعة من كل صباح. يمكن للمشاة إحضار أي شيء يمكنهم حمله، بما في ذلك الطعام والملابس الإضافية، لكن لا يسمح لهم تلقي المساعدة من المتفرجين. مسموح لهم التلامس الجسدي مع المتفرجين ما داموا لم يحيدوا عن الطريق. ومع أنهم لا يستطيعون التدخل جسديًّا بهدف تعطيل بعضهم البعض، فهم يستطيعون مساعدة بعضهم، ما داموا يتحركون بأسرع من أربعة أميال في الساعة.
يحصل الفائز على «الجائزة»: كل ما يريده حتى نهاية حياته.

## الأعمال المقتبسة عن الرواية
في عام 1988، طلب من جورج أ. روميرو إخراج فيلم مقتبس عن الرواية، لكن ذلك لم يحدث.
بحلول 2007، أمن فرانك دارابونت حقوق تحويل الرواية إلى فيلم. قال إنه «سيجد لذلك وقتًا يومًا ما». خطط لجعل الفيلم بميزانية منخفضة، و«غريب، ووجودي، وقائم بذاته تمامًا».
سجل كيربي هيبورن كتابًا صوتيًّا للرواية في عام 2010 لصالح بلاكستون أوديو.
في أبريل 2018، أُعلن أن سينما نيولاين ستطور الفيلم المقتبس عن الرواية. انتهت صلاحية حقوق دارابونت للفيلم، وتدخل صانع الأفلام جيمس فاندربلت لكتابة وإنتاج الفيلم مع برادلي فيشر وويليام شيراك من شركة إنتاج ميثودولجي إنترتينمنت. في 21 مايو، 2019، أعلنت نيولاين أن أندريه أوفردال سيخرج الفيلم المقتبس.

### اقتباسات واقعية
فوترالي مناسبة مشي سنوية مستوحاة من الرواية تقام في السويد منذ عام 2009. ظهرت المسابقة في وثائقي على التلفزيون السويدي. على المتسابقين أن يبقوا ضمن مسافة من الطريق يحددها المسؤولون الذين يتحركون بمقدار 5 كيلومتر كل ساعة. يمكن للمتسابقين الحصول على دعم معد مسبقًا (طعام، أدوية، ...إلخ) كل ست ساعات، ويعطَون أربعةً وعشرين دقيقة كحد أقصى لاستخدام مرحاض مدولب. ينتهي السباق عند بقاء متسابق واحد فقط.